# Glyphotoma albitarsis
Glyphotoma albitarsis är en stekelart som beskrevs av Peter Cameron 1912.
Glyphotoma albitarsis ingår i släktet Glyphotoma och familjen puppglanssteklar. Inga underarter finns listade i Catalogue of Life.